# 布里克尔恩
布里克尔恩是德国石勒苏益格－荷尔斯泰因州的一个市镇。总面积6.07平方公里，总人口217人，其中男性110人，女性107人（2011年12月31日），人口密度36人/平方公里。